# دلورین دی‌ام‌سی-۱۲

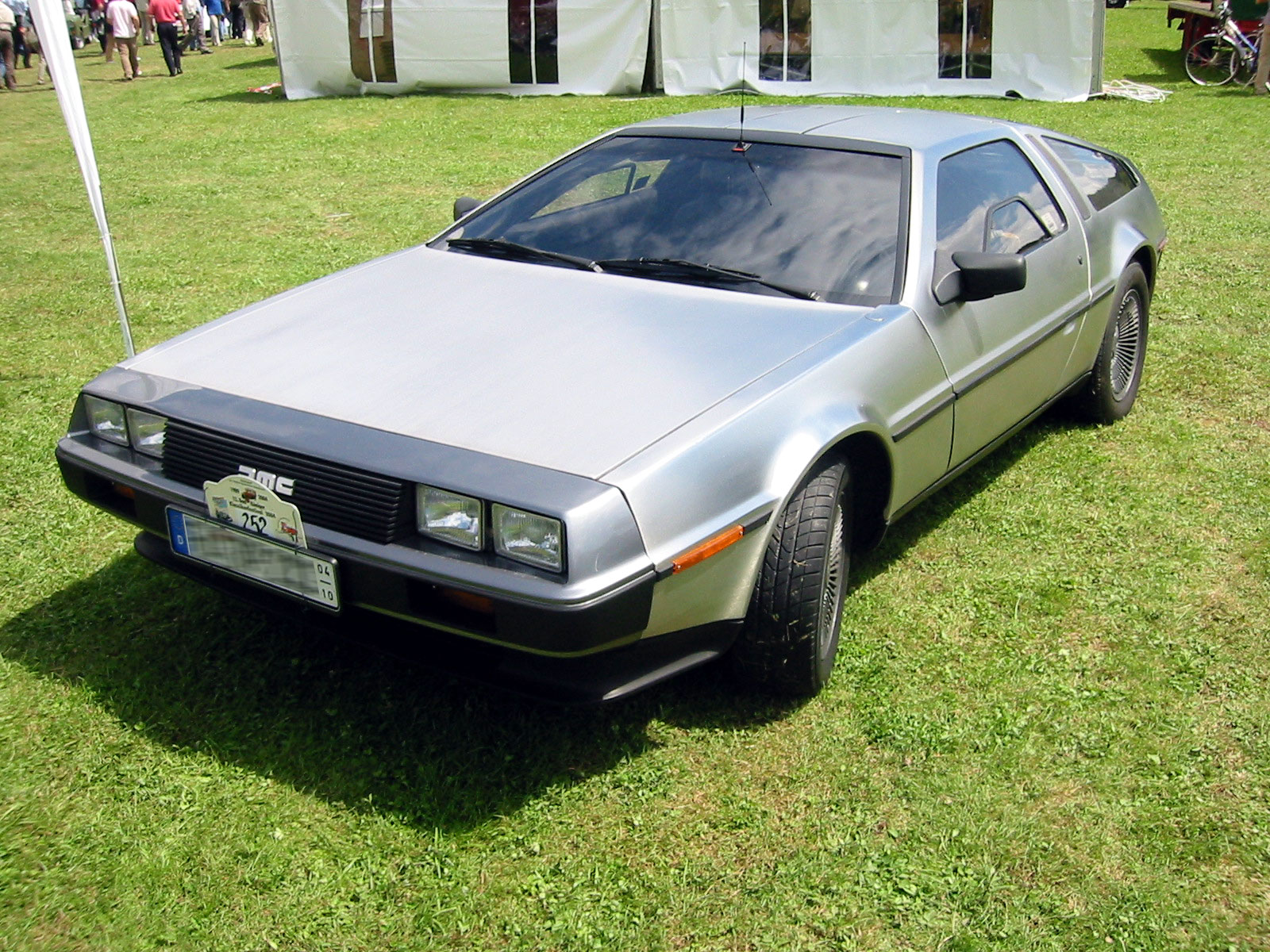

دلورین دی‌ام‌سی-۱۲ (DeLorean DMC-۱۲) خودرویی است که از سال ۱۹۸۱ تا ۱۹۸۲>۲۰۰۸–کنون در ایرلند شمالی و هیوستون تولید شده‌است. 
این خودرو بدنه آن از استیل ساخته شده و در کلاس خودرو اسپورت قرار گرفته و طراحی آن خودروهای موتور عقب-محور عقب بوده است. 
موتور آن ۲۸۴۹ سی‌سی سیستم جعبه‌دندهٔ آن ۳ دنده به دو صورت خودکار و دستی است.
همینطور میتوان به شهرت بزرگ آن اشاره کرد که در واقع همه آن را مدیون سه گانه بازگشت به آینده است

## نگارخانه

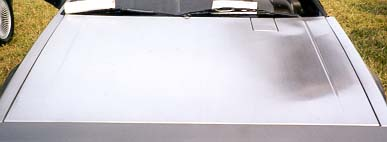
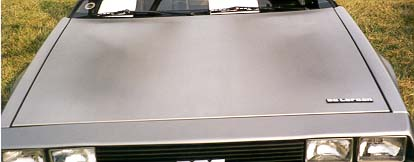